# Comparsa del Carrer Nou de la Rambla
Comparsa del Carrer Nou de la Rambla és una associació creada el 1985 amb l'objectiu de recuperar una tradició ja antiga a Barcelona, però que s'havia deixat de celebrar durant els anys del franquisme: la Rua de Carnaval. Aquell any va organitzar la primera rua al Raval i el 1986 l'Ajuntament de Barcelona els proposà
treballar conjuntament per fer renéixer la Rua de Carnaval de Barcelona.
En l'origen, la comparsa estava formada per membres de les corals Lo Picarol, Gira-sol i Xauxa, així com per altres veïns i comerciants del barri del Raval. Actualment hi participen entre 40 i 50 membres —han arribat a ser al voltant de 90 socis—, que es reuneixen en un local del Carrer Nou de la Rambla on comparteixen l'espai amb la Federació de Comerciants del Raval i l'Associació de Veïns del Raval. Han rebut un total de 17 premis de les tres categories: primer, segon i tercer, amb disfresses que han fet referència al Molino, les deesses de l'Amor, Bali o Rússia, entre d'altres, dissenyades per Pepito Losón i Mario Rodrigo i amb coreografia i maquillatge de Vidal. A més, la comparsa acostuma a estar acompanyada cada any d'una carrossa, dissenyada pel Salvador Monterrubio i construïda pel fuster Josep Maria Soler, gràcies a la col·laboració dels comerciants del Raval.
Els vestuaris, les coreografies i el lluïment de les carrosses es preparen pràcticament amb un any d'antelació i els participants de la comparsa venen al barri loteria de Nadal i del Niño per autofi ançar-se. A més de la seva participació en la rua de la ciutat, la Comparsa també és present en altres actes festius com el Festival MixTurArts d'art multicultural o la Festa Major del Raval. La presidenta de la comparsa és Laura Cots González. El 2006 va rebre la Medalla d'Honor de Barcelona.